# Indice mondial de l'innovation
L'indice mondial de l’innovation (Global Innovation Index) est un classement annuel des pays selon leur capacité et leur réussite en matière d'innovation. Il est publié par l'Organisation mondiale de la propriété intellectuelle. Il est basé sur des données à la fois subjectives et objectives provenant de plusieurs sources, dont l'Union internationale des télécommunications, la Banque mondiale et le Forum économique mondial.

## Histoire
L'indice a été lancé en 2007 par l'INSEAD et World Business, une revue britannique. Il a été créé par Soumitra Dutta.

## Méthodologie

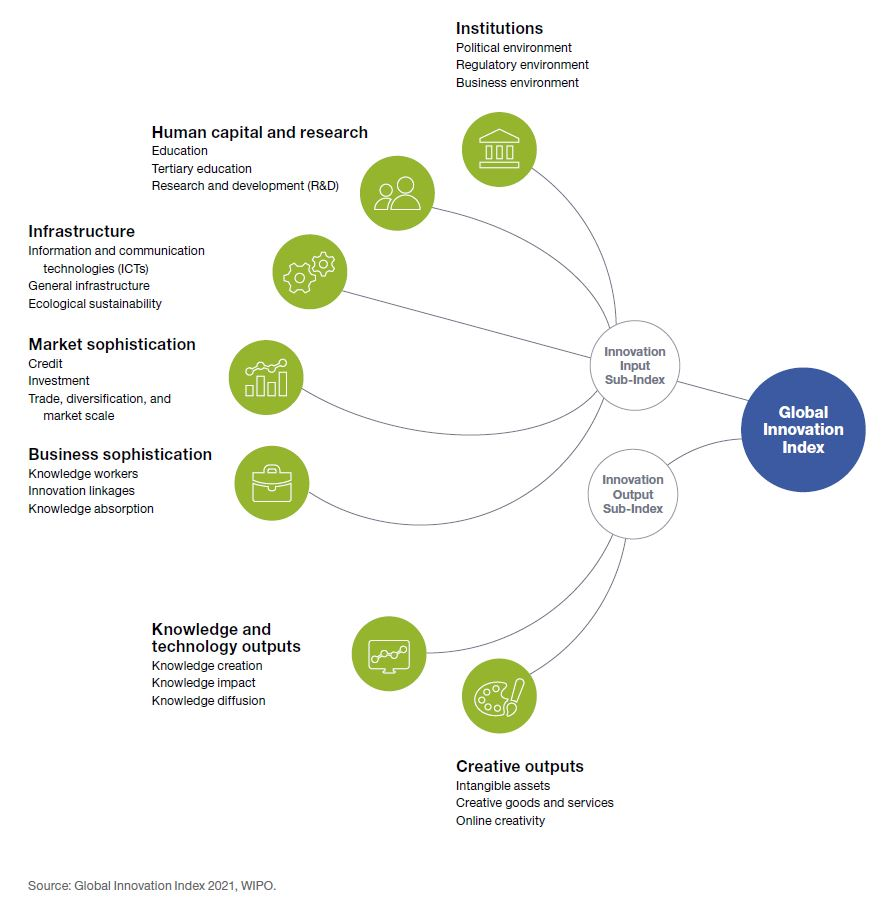
Schéma illustrant les éléments constitutifs de l'index.

L'indice est calculé en prenant une simple moyenne des scores de deux sous-indices, l'Innovation Input Index et l'Innovation Output Index, qui sont composés respectivement de cinq et deux piliers. Chacun de ces piliers décrit un attribut de l'innovation, et comprend jusqu'à cinq indicateurs, et leur score est calculé selon la méthode de la moyenne pondérée.
Depuis sa création en 2007, un nombre croissant de gouvernements analysent systématiquement leurs résultats annuels GII et les prennent en compte afin d'améliorer leurs performances,,,,. L'indice est mentionné dans une résolution sur la science, la technologie et l'innovation pour le développement durable adoptée le 19 décembre 2019 par l'Assemblée générale des Nations unies.
L'indice a été critiqué pour avoir accordé une importance excessive à des facteurs qui ne font pas partie intégrante de l'innovation. Par exemple, la « facilité de payer les impôts », la « production d'électricité » (demi-pondération) et la « facilité à protéger les investisseurs minoritaires » sont des facteurs aux côtés de la « facilité d'obtenir du crédit » et des « offres de capital -risque ».

## Thèmes
Tous les deux ans, le GII aborde une thématique liée à l'innovation qui va au-delà des classements de l'innovation. En 2020, le thème était « Qui financera l'innovation ? » avec pour objectif de faire la lumière sur l'état du financement de l'innovation en étudiant l'évolution des mécanismes existants et en soulignant les progrès et les défis restants. Les thèmes précédents du GII couvraient l'innovation en matière de santé, l'innovation environnementale, l'innovation agricole et alimentaire, et autres.

## Classement

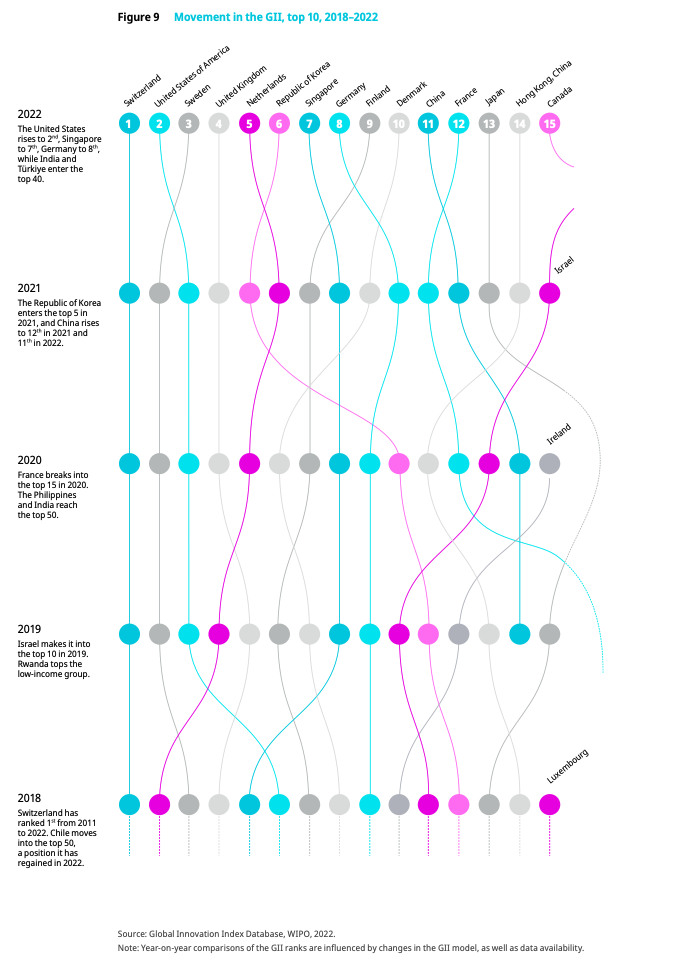
Évolution du top 10 des pays et territoires du Global Innovation Index entre 2018 et 2022.

Le classement des meilleurs pays pour 2024 :
| Rang de l’indice global | Pays/Territoire     | Rang au sein du groupe de revenu | Rang au sein de la région |
| ----------------------- | ------------------- | -------------------------------- | ------------------------- |
| 1                       | Suisse              | 1                                | 1                         |
| 2                       | Suède               | 2                                | 2                         |
| 3                       | États-Unis          | 3                                | 1                         |
| 4                       | Singapour           | 4                                | 1                         |
| 5                       | Royaume-Uni         | 5                                | 3                         |
| 6                       | Corée du Sud        | 6                                | 2                         |
| 7                       | Finlande            | 7                                | 4                         |
| 8                       | Pays-Bas            | 8                                | 5                         |
| 9                       | Allemagne           | 9                                | 6                         |
| 10                      | Danemark            | 10                               | 7                         |
| 11                      | Chine               | 1                                | 3                         |
| 12                      | France              | 11                               | 8                         |
| 13                      | Japon               | 12                               | 4                         |
| 14                      | Canada              | 13                               | 2                         |
| 15                      | Israël              | 14                               | 1                         |
| 16                      | Estonie             | 15                               | 9                         |
| 17                      | Autriche            | 16                               | 10                        |
| 18                      | Hong Kong           | 17                               | 5                         |
| 19                      | Irlande             | 18                               | 11                        |
| 20                      | Luxembourg          | 19                               | 12                        |
| 21                      | Norvège             | 20                               | 13                        |
| 22                      | Islande             | 21                               | 14                        |
| 23                      | Australie           | 22                               | 6                         |
| 24                      | Belgique            | 23                               | 15                        |
| 25                      | Nouvelle-Zélande    | 24                               | 7                         |
| 26                      | Italie              | 25                               | 16                        |
| 27                      | Chypre              | 26                               | 2                         |
| 28                      | Espagne             | 27                               | 17                        |
| 29                      | Malte               | 28                               | 18                        |
| 30                      | Tchéquie            | 29                               | 19                        |
| 31                      | Portugal            | 30                               | 20                        |
| 32                      | Émirats arabes unis | 31                               | 3                         |
| 33                      | Malaisie            | 2                                | 8                         |
| 34                      | Slovénie            | 32                               | 21                        |
| 35                      | Lituanie            | 33                               | 22                        |
| 36                      | Hongrie             | 34                               | 23                        |
| 37                      | Turquie             | 3                                | 4                         |
| 38                      | Bulgarie            | 4                                | 24                        |
| 39                      | Inde                | 1                                | 1                         |
| 40                      | Pologne             | 35                               | 25                        |
| 41                      | Thaïlande           | 5                                | 9                         |
| 42                      | Lettonie            | 36                               | 26                        |
| 43                      | Croatie             | 37                               | 27                        |
| 44                      | Vietnam             | 2                                | 10                        |
| 45                      | Grèce               | 38                               | 28                        |
| 46                      | Slovaquie           | 39                               | 29                        |